# 小朋友之國

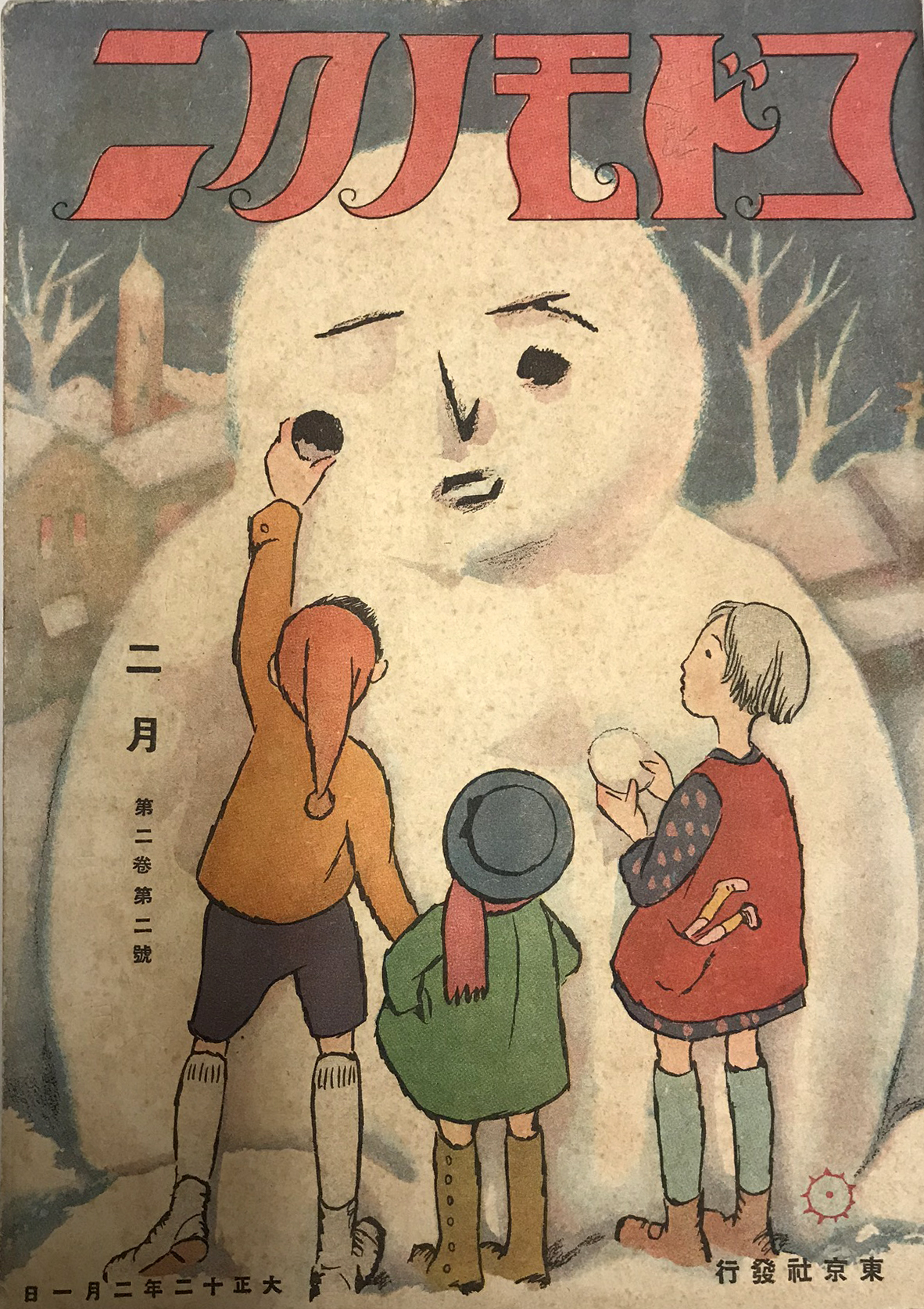
1923年（大正12年）2月号

《小朋友之國》（コドモノクニ）為1922年1月到1944年3月之間，由東京社（今Hearst婦人畫報社）出版的兒童雜誌，以童話及音樂為主，包含了童話、音樂及親職教育等等內容。
這份刊物採大開本、彩色印刷，創刊時期的背景是大正現代畫派，刊物重視藝術性和設計性，可說是超越了所謂兒童讀物的範疇，被譽為嶄新的藝術綜合雜誌。
一直到二戰期間由於紙荒休刊為止，總計發行了265冊，有許多作家、畫家曾經為這份雜誌貢獻過作品。編輯顧問是倉橋惣三，總編輯是和田古江。

## 執筆者

### 作家・詩人
- 巌谷小波
- 水谷まさる
- 楠山正雄
- 北原白秋（童謡顧問）
- 野口雨情（童謡顧問）

### 挿絵画家
- 武井武雄
- 清水良雄
- 本田庄太郎
- 川上四郎
- 初山滋
- 竹久夢二
- 細木原青起
- 岡本帰一（繪畫主任）
- 黒崎義介
- 秋岡芳夫

### 音樂家
- 中山晋平（音樂顧問）

## 外部連結
- 國立國會圖書館國際兒童圖書館「コドモノクニ」ギャラリー （页面存档备份，存于）